# Hellinsia distinctus
Hellinsia distinctus là một loài bướm đêm thuộc họ Pterophoridae. Nó được tìm thấy ở châu Âu tới Ấn Độ, Hàn Quốc, Nhật Bản, Trung Quốc và Nga.
Sải cánh dài 15–20 mm.
Ấu trùng ăn Antennaria dioica, Gnaphalium luteoalbum, Omalotheca sylvatica, Artemisia absinthium và Artemisia chamaemelifolia.